# Abdul Ahad Mohmand
Abdul Ahad Mohmand (arabul: عبدالاحد مومند) (Sardah, 1959. január 1.) afgán űrhajós.

## Életpálya
Az afgán légierő pilótájaként szolgált. A Kabuli egyetemen mérnöki diplomát szerzett, majd elvégezte a légierő akadémiáját. 1988-tól űrhajóskiképzésben részesült. 1992-ben Németországban telepedett le, 2003-ban megkapta a német állampolgárságot.
1988-ban az Interkozmosz-program keretében a háromszemélyes Szojuz TM–6 fedélzetén indult a Mir–3 űrállomásra, mint az  űrhajó kutatópilótája. Az űrhajó parancsnoka Vlagyimir Afanaszjevics Ljahov, fedélzeti orvosa Valerij Vlagyimirovics Poljakov volt. Tartalék űrhajós társa Mohammad Dauran Ghulam Masum kutatópilóta volt. Feladata volt fényképfelvételeket készíteni Afganisztán területéről, különféle méréseket végezni, orvosi és biológiai kísérleteket végezni. Kilenc napot követően a Szojuz TM-5 fedélzetén tértek vissza a Földre.
Bélyegen is megörökítették az űrrepülését. Megkapta a külföldieknek adható Szovjetunió Hőse kitüntetést.

## Külső hivatkozások
- Abdul Ahad Mohmand. astronautix.com. (Hozzáférés: 2011. november 6.)
- Abdul Ahad Mohmand. fortunecity.com. [2008. szeptember 18-i dátummal az eredetiből archiválva]. (Hozzáférés: 2011. november 6.)